# Geranomyia subpentheres
Geranomyia subpentheres är en tvåvingeart som först beskrevs av Alexander 1943.  Geranomyia subpentheres ingår i släktet Geranomyia och familjen småharkrankar. Inga underarter finns listade i Catalogue of Life.